# Carroll's International
O Carroll's International foi um torneio masculino de golfe profissional que se disputava anualmente entre 1963 e 1974. Fazia parte do calendário anual do circuito europeu da PGA entre 1972 e 1974. O irlandês Christy O'Connor Snr é o maior vencedor do torneio, tendo conquistado o título quatro vezes, além de vice-campeão em 1970.

## Campeões
| Ano                                 | Campeão                             | Local                               | Condado                             | Província                           | Pontuação                           | Par                                 | Margem de vitória                   | Vice-campeão(ões)                   | Ref                                 |                                     |
| Carroll's Celebration International | Carroll's Celebration International | Carroll's Celebration International | Carroll's Celebration International | Carroll's Celebration International | Carroll's Celebration International | Carroll's Celebration International | Carroll's Celebration International | Carroll's Celebration International | Carroll's Celebration International | Carroll's Celebration International |
| ----------------------------------- | ----------------------------------- | ----------------------------------- | ----------------------------------- | ----------------------------------- | ----------------------------------- | ----------------------------------- | ----------------------------------- | ----------------------------------- | ----------------------------------- | ----------------------------------- |
| 1974                                | Bernard Gallacher                   | Woodbrook                           | Wicklow                             | Leinster                            | 279                                 | −17                                 | 3 tacadas                           | Jack Newton                         | [ 2 ]                               |                                     |
| Carroll's International             |                                     |                                     |                                     |                                     |                                     |                                     |                                     |                                     |                                     |                                     |
| 1973                                | Paddy McGuirk                       | Woodbrook                           | Wicklow                             | Leinster                            | 277                                 | −19                                 | 2 tacadas                           | Hugh Baiocchi                       | [ 3 ]                               |                                     |
| 1972                                | Christy O'Connor Snr (4)            | Woodbrook                           | Wicklow                             | Leinster                            | 284                                 | −12                                 | 4 tacadas                           | David Talbot                        | [ 4 ]                               |                                     |
| 1971                                | Neil Coles (2)                      | Woodbrook                           | Wicklow                             | Leinster                            | 276                                 |                                     | 3 tacadas                           | Peter Oosterhuis                    | [ 5 ]                               |                                     |
| 1970                                | Brian Huggett                       | Woodbrook                           | Wicklow                             | Leinster                            | 279                                 |                                     | 7 tacadas                           | Christy O'Connor Snr                | [ 6 ]                               |                                     |
| 1969                                | Ronnie Shade                        | Woodbrook                           | Wicklow                             | Leinster                            | 289                                 |                                     | 1 tacada                            | Bernard Gallacher                   | [ 7 ]                               |                                     |
| 1968                                | Jimmy Martin                        | Woodbrook                           | Wicklow                             | Leinster                            | 281                                 |                                     | 2 tacadas                           | Brian Barnes                        | [ 8 ]                               |                                     |
| 1967                                | Christy O'Connor Snr (3)            | Woodbrook                           | Wicklow                             | Leinster                            | 277                                 |                                     | 2 tacadas                           | Tommy Horton                        | [ 9 ]                               |                                     |
| 1966                                | Christy O'Connor Snr (2)            | Royal Dublin                        | Royal Dublin                        | Leinster                            | 272                                 |                                     | 2 tacadas                           | Eric Brown                          | [ 10 ]                              |                                     |
| 1965                                | Neil Coles                          | Cork                                | Cork                                | Munster                             | 269                                 |                                     | 6 tacadas                           | Tommy Horton Harry Weetman          | [ 11 ]                              |                                     |
| Carroll Sweet Afton                 |                                     |                                     |                                     |                                     |                                     |                                     |                                     |                                     |                                     |                                     |
| 1964                                | Christy O'Connor Snr                | Woodbrook                           | Wicklow                             | Leinster                            | 268                                 |                                     | Playoff (2.º buraco)                | Roberto De Vicenzo                  | [ 12 ]                              |                                     |
| 1963                                | Bernard Hunt                        | Woodbrook                           | Wicklow                             | Leinster                            | 270                                 |                                     | 2 tacadas                           | Neil Coles                          | [ 13 ]                              |                                     |